# الدجاجة (سيئون)
'

تعديل مصدري - تعديل

الدجاجة هي إحدى قرى عزلة سيئون بمديرية سيئون التابعة لمحافظة حضرموت، بلغ تعداد سكانها 59 نسمة حسب تعداد اليمن لعام 2004.